# En foco (libro)
En Foco (598 Studios, diciembre de 2012) es el primer libro del uruguayo Sebastián Beltrame.

## Reseña
En Foco es una guía de viaje con consejos, lista de lugares para acampar, hoteles, hostales, comida típica, recopilando historias, fiestas populares y tradiciones de los 19 departamentos uruguayos, entre otros. Basado en sus experiencias de viajes y en su programa de televisión homónimo, Beltrame produjo 400 páginas con una información completa de ese país.
Fue el libro más vendido en Uruguay en la última semana de enero de 2013.
Ganó el Premio Bartolomé Hidalgo como libro revelación del 2013, otorgado por la Cámara Uruguaya del Libro.